# Caisse de retraite marine

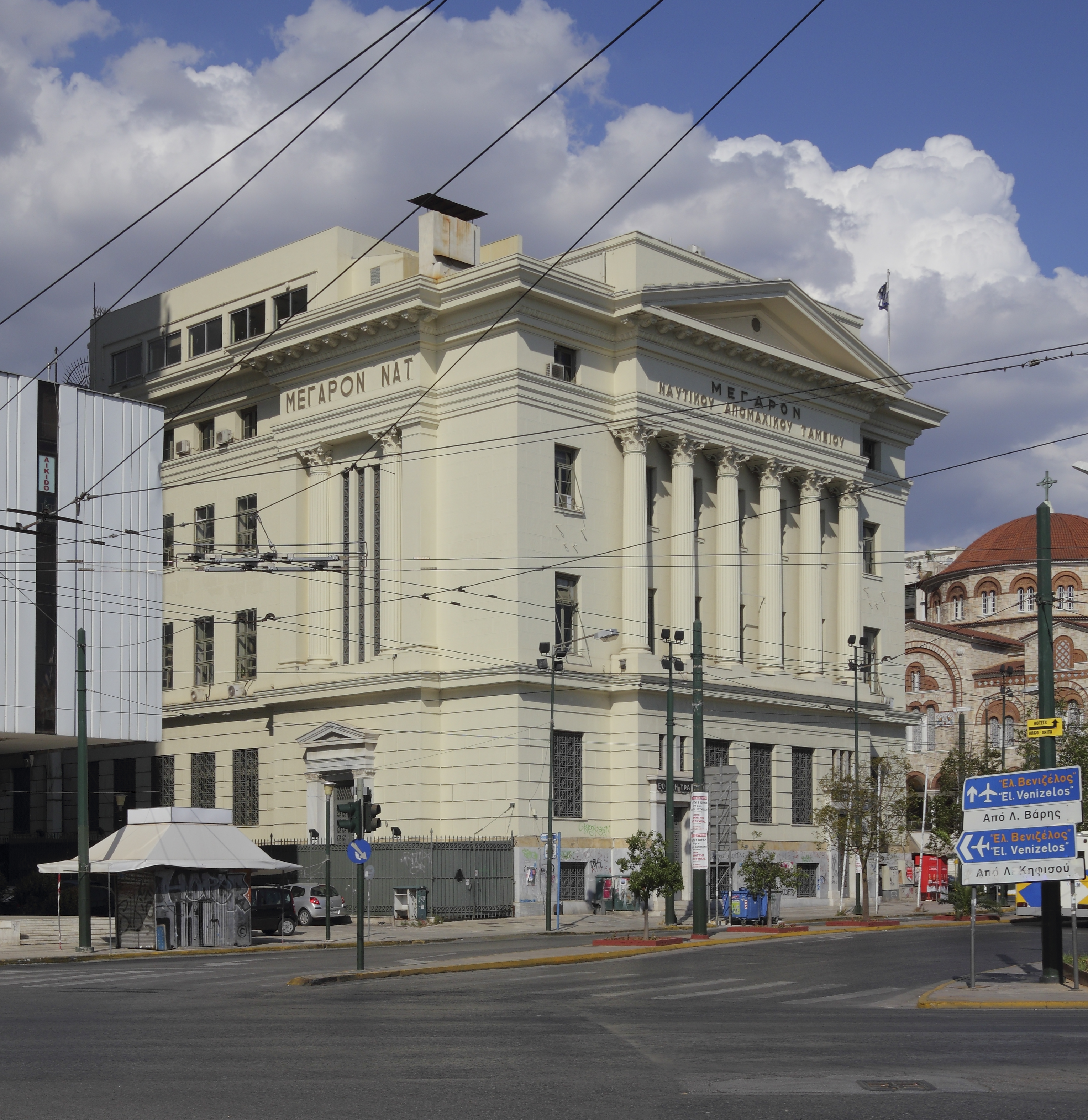
Le siège de la caisse de retraite marine, au Pirée.

La caisse de retraite marine (en grec moderne : Ναυτικό Απομαχικό Ταμείο) est une caisse de retraite créée en 1861 pour protéger les marins grecs.
Fondée à l'initiative de la reine Amélie d'Oldenbourg, la caisse de retraite marine est la première institution de ce genre créée en Europe. Toujours en activité aujourd'hui, elle est placée sous la direction du ministère grec de la marine marchande. Les ressources de la caisse de retraite sont principalement constituées de contributions prélevées sur les assurances des armateurs et des gens de mer, sur des licences de pêche et sur quelques autres sources (remorqueurs, etc.).